# Cheltenham, Victoria
Cheltenham är en del av en befolkad plats i Australien. Den ligger i kommunen Bayside och delstaten Victoria, omkring 19 kilometer sydost om delstatshuvudstaden Melbourne.
Trakten är tätbefolkad. Närmaste större samhälle är Melbourne, omkring 19 kilometer nordväst om Cheltenham. 
Genomsnittlig årsnederbörd är 1 251 millimeter. Den regnigaste månaden är maj, med i genomsnitt 154 mm nederbörd, och den torraste är januari, med 51 mm nederbörd.